# دژچکووو
دژچکووو (به لهستانی:  Drzeczkowo) یک روستا در لهستان است که در گمینا اوشچنا (استان لهستان بزرگ‌تر) واقع شده‌است.